# امامزاده عیسی بن کاظم
امامزاده عیسی بن کاظم ساری :محمد مهدی فقیه بحرالعلوم در صفحهٔ ۴۹۷ از کتاب «تاریخ تشیع و مزارات شهرستان ساری» به نقل از کتب انساب، امامزاده عیسی بن کاظم را چنین معرفی می‌کند: «عیسی بن موسی الأصغر الأعرج بن‌جعفر بن ابراهیم المرتضی بن امام موسی کاظم علیه السّلام».
بنای این امامزاده مربوط به سدهٔ ۹ ه.ق است و در شهرستان ساری، بخش مرکزی، روستای خارمیان واقع شده و این اثر در تاریخ ۲۵ اسفند ۱۳۵۳ با شمارهٔ ثبت ۱۰۳۰ به‌عنوان یکی از آثار ملی ایران به ثبت رسیده است.